# Okręg wyborczy Steyning
Okręg wyborczy Steyning powstał w 1467 r. i wysyłał do angielskiej, a następnie brytyjskiej, Izby Gmin dwóch deputowanych. Okręg obejmował miasto Steyning w hrabstwie Sussex. Został zlikwidowany w 1832 r.

## Deputowani do brytyjskiej Izby Gmin z okręgu Steyning

### Deputowani w latach 1467–1660
- 1554: Gilbert Gerard
- 1563–1567: Robert Harris
- 1557–1571: Richard Onslow
- 1571: John Farnham
- 1604–1611: Thomas Shirley
- 1604–1611: Thomas Bishopp
- 1621–1622: Thomas Shirley
- 1621–1622: Edward Francis
- 1626: Edward Bishopp
- 1640–1642: Thomas Leedes
- 1640: Richard Sackville, lord Buckhurst
- 1640–1643: Thomas Farnefold
- 1645–1653: Edward Apsley
- 1645–1648: Herbert Board
- 1659: Anthony Shirley
- 1659: John Trevor

### Deputowani w latach 1660–1832
- 1660–1660: Henry Goring
- 1660–1701: John Fagg
- 1660–1661: John Eversfield
- 1661–1679: Henry Goring
- 1679–1681: John Tufton
- 1681–1681: Philip Gell
- 1681–1685: James Morton
- 1685–1685: Henry Goring
- 1685–1690: James Morton
- 1690–1695: Robert Fagg
- 1695–1701: Edward Hungerford
- 1701–1701: Robert Fagg
- 1701–1708: Charles Goring
- 1701–1702: Robert Fagg
- 1702–1705: Edward Hungerford
- 1705–1708: William Wallis
- 1708–1710: Robert Fagg
- 1708–1709: William Nassau de Zuylestein, wicehrabia Tunbridge
- 1709–1715: Henry Goring
- 1710–1712: William Wallis
- 1712–1713: Richard Bellew, 3. baron Bellew of Duleek
- 1713–1713: Robert Leeves
- 1713–1715: William Wallis
- 1715–1726: John Pepper
- 1715–1717: Robert Leeves
- 1717–1722: William Wallis
- 1722–1727: John Gumley
- 1726–1727: John Brydges, markiz Carnarvon
- 1727–1727: William Stanhope, wigowie
- 1727–1734: William Vane, 1. wicehrabia Vane
- 1727–1734: Thomas Bladen
- 1734–1740: Robert Fagg
- 1734–1741: Henry Brydges, markiz Carnarvon
- 1740–1759: Hitch Younge
- 1741–1747: Charles Eversfield
- 1747–1761: Abraham Hume
- 1759–1764: Frazer Honywood
- 1761–1767: John Thomlinson
- 1764–1768: Richard Fuller
- 1767–1774: John Filmer
- 1768–1780: Thomas Edwards-Freeman
- 1774–1780: Filmer Honywood
- 1780–1784: Thomas Skipwith
- 1780–1784: John Bullock
- 1784–1785: John Honywood
- 1784–1790: Richard Howard
- 1785–1788: Thomas Edwards-Freeman
- 1788–1790: John Honywood
- 1790–1791: James Martin Lloyd, wigowie
- 1790–1791: Henry Thomas Howard, wigowie
- 1791–1791: John Honywood, torysi
- 1791–1794: John Curtis, torysi
- 1791–1792: James Martin Lloyd, wigowie
- 1792–1796: Samuel Whitbread, torysi
- 1794–1802: John Henniker-Major, wigowie
- 1796–1806: James Martin Lloyd, wigowie
- 1802–1803: Robert Hurst, wigowie
- 1803–1806: Charles Bennet, lord Ossulston, wigowie
- 1806–1806: Arthur Leary Piggott, wigowie
- 1806–1818: James Martin Lloyd, wigowie
- 1806–1812: Robert Hurst, wigowie
- 1812–1820: John Aubrey, wigowie
- 1818–1820: George Philips, wigowie
- 1820–1832: George Richard Philips, wigowie
- 1820–1824: lord Henry Howard-Molyneux-Howard, wigowie
- 1824–1826: Henry Howard, wigowie
- 1826–1830: Peter du Cane, wigowie
- 1830–1832: Edward Blount, wigowie